# Usta (Name)
Usta ist ein türkischer männlicher Vorname persischer Herkunft, der auch als Familienname auftritt. Usta hat einerseits als Nomen die Bedeutung „Meister“, auch „Chef“, andererseits bedeutet es als Adjektiv „meisterhaft“, „erfahren“, „geschickt“, „begabt“.

## Namensträger

### Familienname
- Berkin Usta (2000–2025), türkischer Skirennläufer
- Cemil Usta (1951–2003), türkischer Fußballspieler
- Fuat Usta (* 1972), türkischer Fußballspieler
- Nergis Usta (* 1977), türkische Filmregisseurin
- Recep Usta (* 1997), türkischer Schauspieler
- Sabahattin Usta (* 1990), türkischer Fußballspieler
- Suat Usta (* 1981), türkischer Fußballspieler